# Polypodium leucolepis
Polypodium leucolepis là một loài dương xỉ trong họ Polypodiaceae. Loài này được Gilbert mô tả khoa học đầu tiên năm 1897.
Danh pháp khoa học của loài này chưa được làm sáng tỏ. 